# Banovina
Banovina je bila od 1929 do 1941 v Kraljevini Jugoslaviji največja upravna  enota.
6. januarja 1929 je kralj Aleksander I. Karađorđević razveljavil ustavo, razpustil parlament in politične stranke. Po šestojanuarski diktaturi so 3. oktobra 1929  državo preimenovali v Kraljevino Jugoslavijo in razdelili na 9 banovin, imenovanih po rekah in primorju:
1. Dravska banovina (sedež Ljubljana),
2. Savska banovina (sedež Zagreb),
3. Primorska banovina (sedež Split),
4. Vrbaška banovina (srhrv. Vrbaska banovina; sedež Banja Luka),
5. Zetska banovina (sedež Cetinje),
6. Drinska banovina (sedež Sarajevo),
7. Donavska banovina (sedež Novi Sad),
8. Moravska banovina (sedež Niš),
9. Vardarska banovina (sedež Skopje).

Mesto Beograd pa je imelo skupaj s primestji Zemunom in Pančevim status samostojne administrativne enote (prefekture).
Leta 1939 (26. avgust 1939) sta bili Savska in Primorska banovina ter manjši deli Vrbaške, Zetske in Drinske banovine združeni v Hrvaško banovino (hrv. Banovina Hrvatska).